# Artozostra
Artozostra (in persiano antico:*Arta-zausri; VI secolo a.C.) era una delle figlie del re di Persia Dario I e di una delle sue mogli, Artistone.

## Biografia
Intorno al 492 a.C. Artozostra andò in sposa al generale Mardonio, figlio di Gobria nonché suo cugino, appena prima che questi prendesse il comando della spedizione persiana incaricata di sottomettere la Tracia e la Macedonia.
Artozostra rimase vedova quando Mardonio morì durante la battaglia di Platea nel 479 a.C.
Erodoto cita anche un figlio di Mardonio, Artonte, ma non si sa con certezza se fosse anche figlio di Artozostra.